# Floralies (collection littéraire)
Pour l’article homonyme, voir Floralies.
Floralies est une collection littéraire française de romans sentimentaux édités par les éditions Tallandier de 1967 à 1980. La première série comporte 577 titres, tandis que la deuxième, publiée de 1980 à 1984 avec une présentation différente et des couvertures dessinées entre autres par Michel Gourdon, en comprend 73. A quelques exceptions près (Barbara Cartland notamment), les titres publiés sont l’œuvre d'auteurs français. Les romans de Delly se vendaient habituellement à plus de 50 000 exemplaires, tandis que ceux des grands auteurs (Magali ou Max du Veuzit) s'écoulaient à 20 000 exemplaires en moyenne. Le tirage des autres auteurs se situait autour de 8000 exemplaires. La collection ne résista que quelques années après l'arrivée en France en 1979 de Harlequin qui ne proposait pas d'auteurs français dans son catalogue,,.

## Titres parus

### Première série
1. Delly, La jeune fille emmurée, 1967
2. Delly, La maison des belles colonnes : La louve dévorante, 1967
3. Delly, L'accusatrice, 1967
4. Max du Veuzit, Un singulier mariage, 1967
5. Alix André, L'éternel passant, 1967
6. Magali, Un amour comme le nôtre, 1968
7. Delly, Le drame de l'étang-aux-Biches, 1968
8. Max du Veuzit, L'inconnu de Castel-Pic, 1968
9. Delly, Annonciade, 1968
10. Delly, Un amour de prince, 1968
11. Max du Veuzit, Vers l'unique, 1968
12. Delly, La lampe ardente, 1968
13. Luisa-Maria Linares, Je t'aime presque toujours, 1968
14. Delly, L'orpheline de Ti-Carrec, 1968
15. Delly, Gwen, princesse d'Orient, 1968
16. Delly, Le roseau brisé, 1968
17. Max du Veuzit, Le mystère de Malbackt, 1968
18. Coriola, Pour toi seul, 1968
19. Delly, Ma robe couleur du temps, 1968
20. Alix André, Lac-aux-ours, 1968
21. Max du Veuzit, L'homme de sa vie, 1968
22. Léo Dartey, Et si je t'aime, 1968
23. Delly, Des plaintes dans la nuit, 1968
24. Luisa-Maria Linares, Huit heures Jean Dix heures Paul, 1968
25. Delly, Le rubis de l'émir, 1968
26. Magali, L'homme que j'ai épousé, 1968
27. Delly, Ourida, 1969
28. Alix André, Le prince blanc, 1969
29. Delly, Salvatore Falnerra, 1969
30. Claude Jaunière, Lune de miel, 1969
31. Delly, Pour l'amour d'Ourida, 1969
32. Max du Veuzit, Le vieux puits, 1969
33. Delly, Un marquis de Carabas, 1969
34. Claude Virmonne, Par des sentiers perdus, 1969
35. Max du Veuzit, La Châtaigneraie, 1969
36. Léo Dartey, Mais l'amour..., 1969
37. Delly, Laquelle?, 1969
38. Saint-Ange, La sonate pathétique, 1969
39. Delly, Orietta, 1969
40. Coriola, Le plus grand amour, 1969
41. Max du Veuzit, Sa maman de papier, 1969
42. Max du Veuzit, Mariage doré, 1969
43. Denise Noël, D'un cœur à l'autre, 1969
44. Magali, Autant en emporte l'amour, 1969
45. Delly, Le roi de Kidji, 1969
46. Delly, Elfrida Norsten, 1969
47. Luisa-Maria Linares, Sous la coupe de Barbe-Bleue, 1969
48. Delly, Le roi des Andes, 1970
49. Alix André, L'hymne au soleil, 1970
50. Max du Veuzit, Nuit nuptiale, 1970
51. Delly, L'ondine de Capdeuilles, 1970
52. Claude Jaunière, J'aimais un vagabond, 1970
53. Max du Veuzit, Châtelaine, un jour..., 1970
54. Concordia Merrel, L'ombre sur le bonheur, 1970
55. Delly, L'enfant mystérieuse, 1970
56. Magali, L'invitée du week-end, 1970
57. Delly, Gilles de Cesbres, 1970
58. Léo Dartey, Le chant sur la falaise, 1970
59. Claude Virmonne, Le château de l'imposture, 1970
60. Delly, Le sphinx d'émeraude, 1970
61. Saint-Ange, L'amazone noire, 1970
62. Delly, Bérengère, fille de roi, 1970
63. Coriola, La troisième femme, 1970
64. Delly, Sous l'œil des brahmes, 1970
65. Luisa-Maria Linares, Cette nuit, je rentrerai tard, 1970
66. Magali, La messagère, 1970
67. Max du Veuzit, Fille de prince, 1970
68. Max du Veuzit, La mystérieuse inconnue, 1970
69. Alix André, La maison du corsaire, 1970
70. Léo Dartey, Le sacrifice de Tanna, 1970
71. Delly, Hoëlle aux yeux pers, 1970
72. Claude Jaunière, L'âge de l'amour, 1970
73. Saint-Bray, Le passant, 1970
74. Magali, Rendez-vous au bord du fleuve, 1970
75. Delly, La fée de Kermoal, 1970
76. Delly, La villa des serpents, 1971
77. Claude Jaunière, Romance à Grenade, 1971
78. Claude Virmonne, L'appel du passé, 1971
79. Alix André, Ce soir-là à Venise, 1971
80. Delly, Le mystère de Ker-Even : TI, 1971
81. Saint-Ange, Le cygne de Kermor, 1971
82. Claude Fayet, Héritière, 1971
83. Delly, Le mystère de Ker-Even : T2, 1971
84. Delly, Anita, 1971
85. Coriola, La roche aux cerfs, 1971
86. Jean d'Astor, Le manoir des Mortes-Amours, 1971
87. Max du Veuzit, Rien qu'une nuit, 1971
88. Concordia Merrel, L'amour trébuche, 1971
89. Delly, Une mésalliance, 1971
90. Max du Veuzit, Arlette et son ombre, 1971
91. Léo Dartey, Ton amour vaut un royaume, 1971
92. Nell Pierlain, La nymphe du lac, 1973
93. Luisa-Maria Linares, Ne dis pas ce que j'ai fait hier, 1971
94. Denise Noël, Pas d'imprudences, Véronique, 1971
95. Delly, Sainte-Nitouche, 1971
96. Concordia Merrel, Le phare s'allume, 1971
97. Max du Veuzit, Sainte-Sauvage, 1971
98. Suzanne Clausse, De sable et d'or, 1971
99. Marianne Andrau, Un amour téméraire, 1971
100. Delly, La colombe de Rudsay-Manor, 1971
101. Alix André, Le seigneur de Grünsfeld, 1971
102. Luisa-Maria Linares, C'est la faute d'Adam, 1971
103. Saint-Bray, Routes dangereuses, 1971
104. Delly, Le repaire des fauves, 1971
105. Magali, Les couleurs du rêve, 1971
106. Claire du Veuzit, La route ensoleillée, 1971
107. Claude Jaunière, Combat contre mon cœur, 1971
108. Claude Virmonne, Danger d'amour, 1971
109. Léo Dartey, Ma petite fée, 1972
110. Delly, Les deux fraternités, 1972
111. Concordia Merrel, Le ciel se voile, 1972
112. Luisa-Maria Linares, Anita la jolie, 1972
113. Denise Noël, Pas de pitié pour l'infidèle, 1972
114. Delly, Le sceau de satan, 1972
115. Max du Veuzit, Le cœur d'ivoire, 1972
116. Coriola, La dame de Meyserling, 1972
117. Le passager de Calais-Douvres, 1972
118. Claude Jaunière, La sixième fenêtre, 1972
119. Saint-Ange, Cinderella, 1972
120. Magali, Castel-Pirate, 1972
121. Alix André, Le chevalier errant, 1972
122. Claude Virmonne, Le domaine interdit, 1972
123. Hélène Simart, Le prix du silence, 1972
124. Delly, Aélys aux cheveux d'or, 1972
125. Saint-Bray, C'était écrit, 1972
126. Liliane Robin, Sœurs ennemies, 1972
127. Suzanne Clausse, Cet amour impossible, 1972
128. Delly, L'orgueil dompté, 1972
129. Jean d'Astor, La belle et le menteur, 1972
130. Alix André, Notre-Dame-Des-Neiges, 1972
131. Luisa-Maria Linares, Unis pour l'aventure, 1972
132. Daniel Gray, Saison sèche, 1972
133. Léo Dartey, Marjolaine, 1972
134. Denise Noël, Il est minuit, Cendrillon, 1972
135. Concordia Merrel, Le double piège, 1972
136. Alix André, L'ennemie, 1972
137. Claude Jaunière, Pourquoi lui ?, 1972
138. Magali, Un baiser sur la route, 1972
139. Delly, Le feu sous la glace, 1972
140. Max du Veuzit, La belle étrangère, 1972
141. Delly, Ahélya, fille des Indes, 1972
142. Jean de Sécary, Le jardin sans oiseaux, 1972
143. Denise Noël, Clairemare, 1972
144. Saint-Ange, Après le conte bleu : Le fil d'or T1, 1972
145. Claude Fayet, La dame aux jacinthes, 1972
146. Anne Mariel, Le rêve éblouissant, 1972
147. Delly, Les seigneurs loups, 1972
148. Concordia Merrel, L'amour l'emporte, 1972
149. Marianne Andrau, Le bel insolent de Venise, 1972
150. Claude Virmonne, Quand le cœur s'égare, 1972
151. Alix André, Escale dans la tempête, 1972
152. Alix André, L'héritage des Dunham, 1972
153. Max du Veuzit, L'étrange petit comte, 1973
154. Léo Dartey, Une ombre de bonheur, 1973
155. Claude Jaunière, Le temple inachevé, 1973
156. Delly, Lysis, 1973
157. Saint-Bray, Jusqu'à la fin du monde, 1973
158. Denise Noël, Le rendez-vous de Maguelonne, 1973
159. Saint-Ange, La chambre des enfants : Le fil d'or T2, 1973
160. Delly, L'illusion orgueilleuse, 1973
161. Claude Virmonne, La croix des loups, 1973
162. Magali, Sibyl et le baron des neiges, 1973
163. Claire du Veuzit, Petite vedette, 1973
164. Max du Veuzit, L'enfant des ruines, 1973
165. Alix André, Un homme venu de la nuit, 1973
166. Marianne Andrau, Un charmant vaurien, 1973
167. Daniel Gray, L'homme du sud, 1973
168. Delly, La biche au bois, 1973
169. Claude-Andrée Bert, Rosamaria, 1973
170. Suzanne Clausse, L'ennemie secrète, 1973
171. Concordia Merrel, A la poursuite du bonheur, 1973
172. Claude Fayet, Serreloup, 1973
173. Liliane Robin, Christine des brumes, 1973
174. Alix André, Le maître de Mortcerf, 1973
175. Léo Dartey, Le serment dangereux, 1973
176. Magali, Sa femme est une meurtrière, 1973
177. Denise Noël, La maison des secrets, 1973
178. Saint-Bray, Vertige, 1973
179. Saint-Ange, La source au trésor, 1973
180. Max du Veuzit, L'automate, 1973
181. Claude Jaunière, Une jeune fille laide, 1973
182. Jean de Sécary, Les lumières du cœur, 1973
183. Luisa-Maria Linares, Douze lunes de miel, 1973
184. Suzanne Clausse, Qui es-tu, mon amour ?, 1973
185. Magali, La sorcière de la mer, 1973
186. Saint-Ange, La rose de minuit, 1973
187. Léo Dartey, La nuit de Vallauris, 1973
188. Doris Faber, Une fille de décembre, 1973
189. Denise Noël, Incorrigible jalouse, 1973
190. Saint-Ange, Le seuil interdit, 1974
191. Claude Jaunière, Je l'appelais Sweethie, 1974
192. Hélène Simart, Celui qu'on n'attendait plus, 1974
193. Magali, Anita et la chimère, 1974
194. Luisa-Maria Linares, Passionnément infidèle, 1974
195. Denise Noël, Les filles de Chanteloube, 1974
196. Léo Dartey, Qu'avez-vous fait de notre amour ?, 1974
197. Claude-Andrée Bert, L'inconnu de Glasgow, 1974
198. Claude Virmonne, Aubépine, 1974
199. Delly, Fille de Chouans, 1974
200. Max du Veuzit, Petite comtesse, 1974
201. Claude Jaunière, Je ne sais pas pourquoi, 1974
202. Jean d'Astor, Le cavalier des orages, 1974
203. Luisa-Maria Linares, Je m'envolerai avec toi, 1974
204. Jean de Sécary, Si loin de moi, 1974
205. Roberte Roleine, La croix dans le cœur, 1974
206. Léo Dartey, Suivre son rêve, 1974
207. Marianne Andrau, Un amoureux et sept complices, 1974
208. Claude Virmonne, Le chevalier d'espérance, 1974
209. Alix André, Un très brillant pirate, 1974
210. Saint-Ange, Les deux sortilèges, 1974
211. Denise Noël, Le miel amer, 1974
212. Magali, Pour devenir lady, 1974
213. Suzanne Clausse, Le val d'espérance, 1974
214. Daniel Gray, L'arbre du voyageur, 1974
215. Liliane Robin, Dangereuse fascination, 1974
216. Michel Davet, Une nichée de jaloux, 1974
217. Claude Virmonne, Une étoile dans la brume, 1974
218. Concordia Merrel, L'impitoyable, 1974
219. Nell Pierlain, Le rendez-vous de Marrakech, 1974
220. Anne Mariel, Une minute d'égarement, 1974
221. Max du Veuzit, La «Jeannette», 1974
222. Denise Noël, Comme le vent sur la plaine, 1974
223. Saint-Bray, L'île de solitude, 1974
224. Hélène Simart, La fille aux yeux dorés, 1974
225. Max du Veuzit, L'amour relève le gant, 1974
226. Saint-Ange, Les fées de la fontaine d'Eure, 1974
227. Doris Faber, La femme masquée, 1975
228. Claude Jaunière, Un regard bleu, 1975
229. Suzanne Clausse, Tu me mentais si bien..., 1975
230. Saint-Bray, Ce fol amour, 1975
231. Claude Virmonne, Le miroir d'argent, 1975
232. Liliane Robin, L'Hacienda maudite, 1975
233. Saint-Ange, Assunta, 1975
234. Denise Noël, D'amour et de violence, 1975
235. Michel Davet, Tendre empoisonneuse, 1975
236. Magali, L'amour sera du voyage, 1975
237. Nell Pierlain, Miss Darnell, starlette, 1975
238. Jean de Sécary, Le sortilège camarguais, 1975
239. Léo Dartey, Rien que son cœur, 1975
240. Jean d'Astor, Trois gouttes de lumière, 1975
241. Claude-Andrée Bert, Le solitaire de l'oasis, 1975
242. Hélène Simart, Le manteau de solitude, 1975
243. Roberte Roleine, Qui vivra verra, 1975
244. Hélène Marval, L'ombre d'une autre, 1975
245. Claude Jaunière, Perfide enjôleuse, 1975
246. Caroline Gayet, Le sorcier du Sacro Monte, 1975
247. Saint-Ange, L'épreuve du feu, 1975
248. Claude Virmonne, Bois-sauvage, 1975
249. Daniel Gray, Périls de l'ombre, 1975
250. Saint-Bray, Quitte ou double, 1975
251. Magali, Imprudente Catherine, 1975
252. Anne Mariel, Le dangereux message, 1975
253. Hélène Simart, Sa dernière chance, 1975
254. Doris Faber, Amour, raison de mon âme, 1975
255. Léo Dartey, Le cygne noir, 1975
256. Suzanne Clausse, Dans l'ombre de ta vie, 1975
257. Claude Jaunière, Ma belle aventureuse, 1975
258. Roberte Roleine, Irrésistible Daffodil, 1975
259. Liliane Robin, Avec ce visage d'ange, 1975
260. Claude Virmonne, Quand souffle le vent, 1975
261. Max du Veuzit, Mirages, 1975
262. Marie-Louise Assada, Jenny du tonnerre, 1975
263. Nell Pierlain, Ombres sur les Andes, 1975
264. Denise Noël, Le chemin de l'espoir, 1975
265. Léo Dartey, Pierre et Françoise, 1975
266. Saint-Ange, Au péril de l'amour, 1975
267. Max du Veuzit, Les héritiers de l'oncle Milex, 1975
268. Magali, Rencontre dans la brume, 1975
269. Alix André, Ordre du prince, 1976
270. Barbara Cartland, Le baiser du diable, 1976
271. Hélène Simart, Duel pour le bonheur, 1976
272. Saint-Bray, Le dernier virage, 1976
273. Claude Jaunière, D'orgueil et de passion, 1976
274. Claude Virmonne, La robe de mariée, 1976
275. Denise Noël, Souviens-toi, Dora, 1976
276. Saint-Ange, Le bonheur se gagne, 1976
277. Magali, Un sourire d'homme, 1975
278. Léo Dartey, Plainte contre inconnu, 1976
279. Suzanne Clausse, Deux noms sur le sable, 1976
280. Claude-Andrée Bert, Le mystère de la dune, 1976
281. Marianne Andrau, L'amour d'une autre, 1976
282. Liliane Robin, Typhon sur un amour, 1976
283. Barbara Cartland, Amour secret, 1976
284. André Armandy, L'or noir, 1976
285. Daniel Gray, le bruit des eaux, 1976
286. Hélène Simart, Pardon, Jessica, 1976
287. Anne Mariel, Idylle à Vienne, 1976
288. Roberte Roleine, Le jugement du feu, 1976
289. Magali, C'est arrivé à Mexico, 1976
290. Claude Jaunière, Piège pour deux cœurs, 1976
291. Claude Virmonne, La tour écroulée, 1976
292. Denise Noël, Le masque de danse, 1976
293. Denise Noël, La belle exilée, 1976
294. Saint-Ange, Romances d'été, 1976
295. Léo Dartey, Un mari pour rire, 1976
296. Nell Pierlain, La sonate de l'exil, 1976
297. Marianne Andrau, L'aventurier du désert, 1976
298. Saint-Bray, Magie verte, 1976
299. Doris Faber, Une belle nuit à Téhéran, 1976
300. Caroline Gayet, L'oubliée, 1976
301. Suzanne Clausse, L'inoubliable nuit, 1976
302. Claude Virmonne, L'ange des ruines, 1976
303. Claude Fayet, Deux amours, 1976
304. Magali, L'aventure jamaïquaine, 1976
305. Claude Jaunière, Jeunes cœurs, 1976
306. Jean d'Astor, Les voleurs de Sophie, 1976
307. Alix André, La folle aventure, 1976
308. Saint-Ange, La colombe et l'oiseleur, 1976
309. Liliane Robin, Mariage à Highland Cottage, 1976
310. Léo Dartey, Un soir, à Torina, 1976
311. Hélène Simart, L'homme qui avait un secret, 1976
312. Roberte Roleine, Le temps d'une illusion, 1976
313. Jean de Sécary, Rencontre à Tolède, 1976
314. Claude Jaunière, L'amour appelle l'amour, 1976
315. Nell Pierlain, J'attends Rudy, 1976
316. Max du Veuzit, Le naufrage de Sylvane, 1976
317. Hélène Marval, La cloche d'or, 1977
318. Michel Davet, Roses rouges pour Rosario, 1977
319. Magali, L'usurpatrice, 1977
320. Marianne Andrau, Le solitaire de la lagune, 1977
321. Denise Noël, La belle et son reflet, 1977
322. Claude-Andrée Bert, Un amour exigeant, 1977
323. Saint-Bray, La préférée, 1977
324. Hélène Simart, Mystérieuse Éva, 1977
325. Saint-Ange, L'aventure andalouse, 1977
326. Barbara Cartland, L'air de Copenhague, 1977
327. Alix André, Celle qu'on n'attend pas, 1977
328. Jean d'Astor, Le piège d'or, 1977
329. Anne Mariel, Ombres chinoises, 1977
330. Claude Jaunière, Je suis faible et tu m'aimes, 1977
331. Léo Dartey, Le visiteur de minuit, 1977
332. Liliane Robin, La croix de rubis, 1977
333. Michelle Cambards, Plaidoyer pour un amour, 1977
334. Roberte Roleine, Tempête sur Ibiza, 1977
335. Magali, Le miraculeux voyage, 1977
336. Doris Faber, Tant d'amour, 1977
337. Lorena, La septième clé, 1977
338. Nell Pierlain, Le bengali de Chypre, 1977
339. Suzanne Clausse, Le visiteur de l'automne, 1977
340. Claude Virmonne, Le maître de Floreya, 1977
341. Denise Noël, La sonate des adieux, 1977
342. Alix André, Ce mal s'appelle l'amour, 1977
343. Liliane Robin, Malgré ta trahison, 1977
344. Claude Fayet, Le chemin du retour, 1977
345. Saint-Ange, Le cap des tempêtes, 1977
346. Saint-Bray, Elles, 1977
347. Jean de Sécary, L'équinoxe d'amour, 1977
348. Caroline Gayet, La seconde chimère, 1977
349. Magali, Flammes andalouses, 1977
350. Simone Roger-Vercel, Le complot de Lannemeur, 1977
351. Suzanne Clausse, Le secret de Black Castle, 1977
352. Pierre Espil, L'amour est mon étoile, 1977
353. Claude Virmonne, La rose et l'épée, 1977
354. Roberte Roleine, Menuet pour trois amours, 1977
355. Alix André, La route sans étoiles, 1977
356. Marie-Louise Assada, Un royaume et un cœur, 1977
357. Denise Noël, Solitude à deux, 1977
358. Léo Dartey, La tour du silence, 1977
359. Coriola, Le voyageur de la nuit, 1977
360. Claude Jaunière, Une fille comme toi, 1977
361. Saint-Avit, Diebouchka, mon amour, 1977
362. Saint-Ange, Le cœur et la clef, 1977
363. Hélène Simart, Le magicien noir, 1977
364. Jean Miroir, Victoire sur une ombre, 1977
365. Courths-Mahler, Le talisman de la Rani, 1977
366. Marianne Andrau, Gunther l'absent, 1977
367. Nell Pierlain, Le jeune homme à la rose, 1977
368. Max du Veuzit, Moineau en cage, 1977
369. Stéphane Murat, Le héros mal aimé, 1977
370. Denyse Mai, La belle aux cheveux de nuit, 1977
371. Saint-Bray, Sans toi..., 1977
372. Claude Virmonne, Un seul baiser, 1977
373. Claude Jaunière, Amour, peux-tu revenir ?, 1977
374. Liliane Robin, Francesca, 1977
375. Magali, L'étrange hyménée, 1977
376. Courths-Mahler, Le portrait de Lady Gwendoline, 1977
377. Ann et Gwen, La cour du miracle, 1977
378. Claude Fayet, L'asphodèle, 1977
379. Claude Jaunière, Un cœur tout neuf, 1978
380. Doris Faber, Adieux à la Bien-Aimée, 1978
381. Léo Dartey, L'énigme de Greham, 1978
382. Magali, L'homme d'un seul amour, 1978
383. Denise Noël, Faux visage, 1978
384. Lorena, Te reverrai-je, Felicidad ?, 1978
385. Hélène Simart, Amoureux d'une ombre, 1978
386. Léo Dartey, La fin de Greham, 1978
387. Suzanne Clausse, Les demoiselles du temps perdu, 1978
388. Caroline Gayet, Un été en Romagne, 1978
389. Alix André, La nuit du Val Sauvage, 1978
390. Saint-Ange, Caprice à quatre voix, 1978
391. Liliane Robin, Les filles du soleil, 1978
392. Ginette Briant, Un hiver à Black Stone, 1978
393. Saint-Avit, Ma timide colombe, 1978
394. Coriola, La rencontre imprévue, 1978
395. Claude Virmonne, Au risque d'aimer, 1978
396. Courths-Mahler, Cœurs éprouvés, 1978
397. Anne Mariel, Nuit romaine, 1978
398. Denise Noël, La lettre aux sortilèges, 1978
399. Claude Jaunière, L'homme qui m'a choisie, 1978
400. Marianne Andrau, Michaël le détesté, 1978
401. Jean de Sécary, L'ouragan, 1978
402. Max du Veuzit, A l'ombre d'un cœur, 1978
403. Luisa-Maria Linares, Mon ennemi et moi, 1978
404. Saint-Bray, Toute la vérité, 1978
405. Marie-Louise Assada, L'aigle sur la Sierra, 1978
406. Nell Pierlain, Chacun sa chimère, 1978
407. Magali, Un jour tu sauras..., 1978
408. Claude-Andrée Bert, Le message de Patmos, 1978
409. Delly, Le testament de M. d'Erquoy, 1978
410. Léo Dartey, Après la nuit, 1978
411. Régis Saint-Hélier, Rose de lune, 1978
412. Ann et Gwen, Florence, si tu savais..., 1978
413. France de Saint-Quentin, La méprise, 1978
414. Claude Fayet, Les yeux qui se voilent, 1978
415. Stéphane Murat, La porte du sud, 1978
416. Claude Virmonne, Derrière le masque, 1978
417. Patrick Saint-Lambert, La fille sans nom, 1978
418. Saint-Avit, Tamara la Tcherkesse, 1978
419. Marianne Andrau, Le carillon du temps perdu, 1978
420. Liliane Robin, Le piège, 1978
421. Saint-Ange, Feux de paille, 1978
422. Suzanne Clausse, Le jour où vous aimerez..., 1978
423. Roberte Roleine, Le prince d'un été, 1978
424. Ann et Gwen, Le Don d'Isobel, 1978
425. Nell Pierlain, Cher imposteur, 1978
426. Claude Virmonne, Cet amour d'un soir, 1978
427. Magali, Lac aux brumes, 1978
428. Roberte Roleine, La fontaine scellée, 1978
429. Denise Noël, La nuit des Ronces Rouges, 1978
430. Gil Corthis, Amour interdit, 1978
431. Saint-Bray, Les pièges de la nuit, 1978
432. Marianne Andrau, Le cavalier de Sienne, 1978
433. Courths-Mahler, La princesse des îles, 1978
434. Coriola, L'amour en fuite, 1978
435. Michelle Cambards, Viens dans mes rêves, 1978
436. Clarence May, Les racines du cœur, 1978
437. Léo Dartey, Les oiseaux du bonheur, 1978
438. Claude Virmonne, L'homme sans passé, 1978
439. Claude Jaunière, Le vent du soir, 1978
440. Suzanne Clausse, Un soir sur la grève..., 1979
441. Hélène Simart, Chimères, 1979
442. Magali, Belle-de-Mai, 1979
443. Denise Noël, Tania chérie, 1979
444. Liliane Robin, Perfidie, 1979
445. Nell Pierlain, Manoulia, 1979
446. Claude Virmonne, Le manoir des tourments, 1979
447. Saint-Ange, Follement et toujours, 1979
448. Roberte Roleine, Neige sur un secret, 1979
449. France de Saint-Quentin, Bonheur volé, 1979
450. Claude Jaunière, Le pont du secret, 1979
451. Léo Dartey, L'ardente épreuve, 1979
452. Courths-Mahler, Quand le cœur s'éveille, 1979
453. Marie-Louise Assada, La danseuse de Bali, 1979
454. Michel Davet, Lady Diana, 1979
455. Denise Noël, Pour un nouvel été, 1979
456. Saint-Bray, Faible Annabel, 1979
457. Alix André, Karen, étudiante, 1979
458. Hélène Simart, Le maître des aigles, 1979
459. Caroline Gayet, La double énigme, 1979
460. Magali, Retour dans la nuit, 1979
461. Marianne Andrau, Surprenants week-ends à Naples, 1979
462. Claude-Andrée Bert, La nuit enchantée, 1979
463. Claude Virmonne, L'oiseau de passage, 1979
464. Denise Noël, Le temps d'un rêve, 1979
465. Coriola, L'irrésistible appel, 1979
466. Denyse Mai, La valse dans la nuit, 1979
467. Liliane Robin, La rose de Hong-Kong, 1979
468. Luisa-Maria Linares, Mon cent unième amour, 1979
469. Lisa Mercoeur, Le cavalier de Fontselves, 1979
470. Magali, Le château des cœurs perdus, 1979
471. Lorena, Le seigneur sauvage, 1979
472. Claude Fayet, La Belle-Herbe, 1979
473. Alix André, Le concerto de l'Empereur, 1979
474. Claude Jaunière, Singulières fiançailles, 1979
475. Hélène Marval, L'émeraude de Rawalpindi, 1979
476. Suzanne Clausse, L'éternel magicien, 1979
477. Saint-Ange, Le rendez-vous clandestin, 1979
478. Joël Audrenn, La dame en rose, 1979
479. Jean de Lutry, Les don Juan D'Aspreval, 1979
480. Marianne Andrau, Un sicilien jaloux, 1979
481. Léo Dartey, Au risque d'en mourir, 1979
482. Doris Faber, Cœurs, volcans et chrysanthèmes, 1979
483. Fernand Duplouy, Un château pour Carol, 1979
484. Liliane Robin, La fille des sables, 1979
485. Gil Corthis, La Bastide d'amour, 1979
486. Max du Veuzit, Cousine Yvette, 1979
487. Courths-Mahler, La jolie sorcière, 1979
488. Claude Virmonne, Le secret du lys rouge, 1979
489. Roberte Roleine, Le bal du chevalier, 1979
490. Liliane Robin, Sous le soleil de Camargue, 1979
491. Saint-Bray, Les portes de l'amour, 1979
492. Saint-Ange, Romance italienne, 1979
493. Claude Jaunière, Le sourire aux lèvres, 1979
494. Jean de Sécary, Le danger du rêve, 1979
495. Alix André, Pour Tessa, 1979
496. Robert Keno, L'aventurier de haute mer, 1979
497. Claude-Andrée Bert, Sur les pas d'un amour, 1979
498. Hélène Marval, Pour Katia, 1979
499. Léo Dartey, Sophie, sa sœur et l'autre, 1979
500. Denise Noël, Le chevalier des chimères, 1979
501. Suzanne Clausse, Les silences de l'amour, 1979
502. Claude Fayet, L'hostellerie du Vieux Moulin, 1979
503. Magali, Sa dernière soirée, 1980
504. Nell Pierlain, Tu seras ma reine, 1980
505. Claude Virmonne, Le portrait vénitien, 1980
506. Marianne Andrau, Cet homme est à moi, 1980
507. Clarence May, Le solitaire de l'île grecque, 1980
508. Claude Jaunière, L'amour s'en va..., 1980
509. Liliane Robin, Pour oublier jusqu'à ton nom, 1980
510. la nuit des caravanes, 1980 - Stéphane Murat
511. Denise Noël, La maison sur le toit, 1980
512. Nathalie Nelson, Le seigneur des roseaux, 1980
513. Alix André, Les loups hurlent, 1980
514. Saint-Bray, Poursuite à Macao, 1980
515. Marianne Andrau, Elles ou moi, 1980
516. Ginette Briant, Ne dites jamais adieu..., 1980
517. Claude Virmonne, Amours sur la lande, 1980
518. Suzanne Clausse année=1980, Te reverrai-je un jour ?
519. Doris Faber, Le chemin de lumière, 1980
520. Caroline Gayet, Un mari pour l'été, 1980
521. Jean de Sécary, L'enchaîné, 1980
522. Hélène Simart, Trahison..., 1980
523. Claude Fayet, L'obstacle, 1980
524. Léo Dartey, Ce n'est pas mon amour, 1980
525. Max du Veuzit, Moustique, 1980
526. Patrick Saint-Lambert, Tornade sur halmahera, 1980
527. Alex Stuart, Catherine et le capitaine, 1980
528. Claude Jaunière, Le bonheur d'aimer, 1980
529. Claude-Andrée Bert, La muraille de sable, 1980
530. Gil Corthis, Cap sur l'amour, 1980
531. Hélène Marval, La maison de l'indienne, 1980
532. Alix André, L'infidèle, 1980
533. Marie-Louise Assada, Vol Tupolev 134 ..., 1980
534. Clarence May, La maîtresse de Thornwald, 1980

### Seconde série
1. Magali, Le bonheur est pour demain, 1980
2. Lisa Mercoeur, L'homme qui venait de l'océan, 1980
3. Roberte Roleine, La croix dans le cœur, 1980
4. Caroline Gayet, L'indésirable, 1980
5. Robert Keno, Karim des îles chaudes, 1980
6. Jacqueline Mirande, La dame des émirats, 1980
7. Liliane Robin, La croisière créole, 1980
8. Denise Noël, Le château vert, 1980
9. Roberte Roleine, Cinq jours pour aimer, 1980
10. Hélène Simart, Prisonnier d'une ombre, 1980
11. Saint-Bray, Les anneaux du bonheur, 1980
12. France De Saint-Quentin, Pour toi, Margarita, 1980
13. Meg Aulnay, Et ton pays sera le mien, 1980
14. Dominique Dory, Le quatrième cavalier, 1981
15. Nell Pierlain, Mirage à Los Angeles, 1981
16. Claude Virmonne, Les nuits de la Commanderie, 1981
17. Denise Noël, Aude et le pirate, 1981
18. Claude-Andrée Bert, La pagode d'argent, 1981
19. Vicky Bernier, Vert-Paradis, 1981
20. Lorena, L'escalier de dentelle, 1981
21. Dominique Joss, Le baladin du désert, 1981
22. Lisa Mercoeur, Un amour tombé du ciel, 1981
23. Marjorie Elvans, La passagère de la Désirade, 1981
24. Elisabeth Bontemps, Le sauvage de minuit, 1981
25. Chris Walmer, L'alcôve vénitienne, 1981
26. Eve Combroux, Fugue dans le Grand Nord, 1981
27. Marianne Andrau, La sorcière de l'amazone, 1981
28. Liliane Robin, La nuit du safari, 1981
29. Marie-Louise Assada, Le dragon de jade, 1981
30. Denise Noël, Cher David, 1981
31. Hélène Marval, Dans une île parfumée, 1981
32. Roberte Roleine, La rivale sans visage, 1981
33. Hélène Simart, Pour ne pas t'aimer, 1981
34. Yanne Laurel, Le baiser dans la palmeraie, 1981
35. Caroline Gayet, L'aventurier des Caraïbes, 1981
36. Vicky Bernier, Je t'attendrai toute la vie, 1981
37. Jacqueline Mirande, Les yeux d'émeraude, 1981
38. Meg Aulnay, Corinne et le viking, 1981
39. Carole Bruno, Un palais sur le Nil, 1981
40. Dominique Joss, Le seigneur de l'île bleue, 1982
41. Élisabeth Bontemps, Mirage à Ceylan, 1982
42. Marjorie Elvans, Le rendez-vous d'Istambul, 1982
43. Alex Stuart, Et l'amour, docteur Joe ?, 1982
44. Jacqueline Mirande, Le collier d'Isis, 1982
45. Lisa Mercoeur, Passions au Brésil, 1982
46. Denise Noël, L'amour choc, 1982
47. Vicky Bernier, L'homme des hautes terres, 1982
48. Meg Aulnay, La princesse du Népal, 1983
49. Jacqueline Mirande, Le piège de feu, 1983
50. Dominique Joss, Le solitaire du château Frontenac, 1983
51. Marion Florent, Sous les étoiles de Rome, 1983
52. Catherine Audières, Tourmente en Floride, 1983
53. Eve Sainclerc, Vertige des tropiques, 1983
54. Vicky Bernier, Le message vénitien, 1983
55. Cécile Beauregard, La jonque de jade, 1983
56. Lucia Mirès, Le caprice japonais, 1983
57. Dominique Dory, La robe déchirée, 1983
58. Jacqueline Mirande, La soirée chez Ingrid, 1983
59. Nina Fosca, Les yeux de Manuela, 1983
60. Anne Devalois, La grotte aux Caraïbes, 1983
61. Marion Florent, Un château en Autriche, 1983
62. Claude Morland, L'escale à Bornéo, 1983
63. Cécile Beauregard, La fleur de Tanzanie, 1983
64. Laurie Verlay, Le bal de Mexico, 1983
65. Anna Lyvia, Vingt-trois roses pour Olivia, 1983
66. Nina Fosca, L'étrangère au paradis, 1983
67. René Philippe, L'étoile d'améthyste, 1983
68. Élisabeth Bontemps, La fille du planteur, 1983
69. Meg Aulnay, L'anneau d'aventurine, 1983
70. Fanny Fabre, La nuit d'Istanbul, 1984
71. Isa Pascal, La déesse de Kalymaa, 1984
72. Marina Trévy, Un palais en Sicile, 1984
73. Eve Sainclerc, L'île du mirage, 1984